# Arrondissement de Gourdon
L'arrondissement de Gourdon est une division administrative française, située dans le département du Lot et la région Occitanie.

## Composition

### Composition avant 2015
Liste des cantons de l'arrondissement de Gourdon :
- canton de Gourdon ;
- canton de Gramat ;
- canton de Labastide-Murat ;
- canton de Martel ;
- canton de Payrac ;
- canton de Saint-Germain-du-Bel-Air ;
- canton de Salviac ;
- canton de Souillac ;
- canton de Vayrac.

### Découpage communal depuis 2015
Depuis 2015, le nombre de communes des arrondissements varie chaque année soit du fait du redécoupage cantonal de 2014 qui a conduit à l'ajustement de périmètres de certains arrondissements, soit à la suite de la création de communes nouvelles. Le nombre de communes de l'arrondissement de Gourdon est ainsi de 85 en 2015, 81 en 2016, 99 en 2017 et 97 en 2019.
Au 1er janvier 2024, l'arrondissement groupe les 97 communes suivantes :
1. Alvignac
2. Anglars-Nozac
3. Les Arques
4. Baladou
5. Le Bastit
6. Bétaille
7. Bio
8. Blars
9. Calès
10. Caniac-du-Causse
11. Carennac
12. Carlucet
13. Cavagnac
14. Cazals
15. Cœur de Causse
16. Concorès
17. Condat
18. Couzou
19. Cras
20. Cressensac-Sarrazac
21. Creysse
22. Cuzance
23. Dégagnac
24. Fajoles
25. Floirac
26. Frayssinet
27. Frayssinet-le-Gélat
28. Gignac
29. Gindou
30. Ginouillac
31. Goujounac
32. Gourdon
33. Gramat
34. Lacave
35. Lachapelle-Auzac
36. Lamothe-Cassel
37. Lamothe-Fénelon
38. Lanzac
39. Lauzès
40. Lavercantière
41. Lavergne
42. Lentillac-du-Causse
43. Léobard
44. Loupiac
45. Lunegarde
46. Marminiac
47. Martel
48. Masclat
49. Mayrac
50. Meyronne
51. Miers
52. Milhac
53. Montamel
54. Montcléra
55. Montfaucon
56. Montvalent
57. Nadaillac-de-Rouge
58. Nadillac
59. Orniac
60. Padirac
61. Payrac
62. Payrignac
63. Les Pechs du Vers
64. Peyrilles
65. Pinsac
66. Pomarède
67. Rampoux
68. Reilhaguet
69. Rignac
70. Le Roc
71. Rocamadour
72. Rouffilhac
73. Sabadel-Lauzès
74. Saint-Caprais
75. Saint-Chamarand
76. Saint-Cirq-Madelon
77. Saint-Cirq-Souillaguet
78. Saint-Clair
79. Saint-Denis-lès-Martel
80. Saint-Germain-du-Bel-Air
81. Saint-Michel-de-Bannières
82. Saint-Projet
83. Saint-Sozy
84. Salviac
85. Sénaillac-Lauzès
86. Séniergues
87. Soucirac
88. Souillac
89. Soulomès
90. Strenquels
91. Thédirac
92. Thégra
93. Ussel
94. Uzech
95. Vayrac
96. Le Vigan
97. Le Vignon-en-Quercy

## Administration
| Période        | Période      | Identité           | Fonction précédente | Observation |
| -------------- | ------------ | ------------------ | ------------------- | ----------- |
| 1872           | ...          | Albert de Girardin |                     |             |
| ...            |              | Michel Brizard     |                     |             |
|                |              |                    |                     |             |
| ...            | 17 mars 2008 | Francis Lhermitte  |                     |             |
| 17 mars 2008   | 2010         | Philippe Loos      |                     |             |
| 2010           | août 2012    | Denis Chabert      |                     |             |
| septembre 2012 | juin 2014    | Jean-Luc Brouillou |                     |             |
| juin 2014      | avril 2016   | Afif Lazrak        |                     |             |
| juin 2016      | 2018         | Thierry Dousset    |                     |             |
| 2018           | En cours     | Jean-Luc Tarrega   |                     |             |

## Démographie
En 2022, l'arrondissement comptait 46 870 habitants.
| 1968   | 1975   | 1982   | 1990   | 1999   | 2006   | 2011   | 2016   | 2021   |
| ------ | ------ | ------ | ------ | ------ | ------ | ------ | ------ | ------ |
| 38 501 | 37 549 | 38 118 | 38 053 | 40 215 | 42 872 | 44 074 | 46 838 | 46 485 |

| 2022   | - | - | - | - | - | - | - | - |
| ------ | - | - | - | - | - | - | - | - |
| 46 870 | - | - | - | - | - | - | - | - |